# 3α(或20β)-羟基类固醇脱氢酶
3α(或20β)-羟基类固醇脱氢酶（英語：3α(or 20β)-hydroxysteroid dehydrogenase，EC 1.1.1.53（页面存档备份，存于）），化学式为：C1657H2606O475N448S12是一种以NAD+或NADP+为受体、作用于供体CH-OH基团上的氧化还原酶。这种酶能催化以下酶促反应：
雄甾烷-3α,17β-二醇 + NAD+ {\displaystyle \rightleftharpoons } 二氢睾酮 + NADH + H+
3α(或20β)-羟基类固醇脱氢酶主要参与胆汁酸的生物合成以及C21类固醇激素的代谢过程。孕烷和雄烷类固醇的3α-羟基或20β-羟基可以作为供体。
1. ↑  . web.expasy.org.   [2025-07-15].